# Бавуко
Бавуко́ (кабард.-черк. Бэвыкъуэ — «плодородная долина») — посёлок в Хабезском районе Карачаево-Черкесской Республики.
Административный центр муниципального образования «Бавуковское сельское поселение».

## География
Посёлок расположен в восточной части Хабезского района, на правом берегу реки Малый Зеленчук. Находится в 20 км к северо-востоку от районного центра Хабез и в 16 км к западу от города Черкесск, на трассе Р265 Черкесск—Архыз.
Граничит с землями населённых пунктов: Ново-Хумаринский на севере, Малый Зеленчук на юге и Псаучье-Дахе на западе.
Населённый пункт расположен в предгорной зоне республики. Рельеф местности представляет собой холмистую равнину. Терраса имеет общий уклон с востока на запад. Средние высоты на территории аула составляют 567 метров над уровнем моря.
Гидрографическая сеть в основном представлена рекой Малый Зеленчук. К югу от посёлка расположены несколько искусственных водоёмов.
Климат влажный умеренный. Средняя годовая температура воздуха составляет +10°С. Наиболее холодный месяц — январь (среднемесячная температура — 2°С), а наиболее тёплый — июль (+22°С). Заморозки начинаются в начале декабря и заканчиваются в начале апреля. Среднее количество осадков в год составляет около 700 мм в год. Основная их часть приходится на период с апреля по июнь.

## История
Ранее, на месте нынешнего посёлка находился бесленеевский аул, который был сожжён генералом Мамонтовым в 1820-х годах.
Посёлок возник в 1930 году как центральная усадьба конезавода № 38. В 1957 году конезавод вошел в состав вновь организованного совхоза «Черкесский».
В 1972 году Указом Президиума ВС РСФСР посёлок центральной усадьбы совхоза «Черкесский» был переименован в Бавуко.

## Население
| 2002 | 2010 | 2021 |
| ---- | ---- | ---- |
| 668  | ↘655 | ↗687 |

Национальный состав
По данным Всероссийской переписи населения 2010 года:
| Народ      | Численность, чел. | Доля от всего населения, % |
| ---------- | ----------------- | -------------------------- |
| черкесы    | 453               | 69,2 %                     |
| русские    | 70                | 10,7 %                     |
| абазины    | 68                | 10,4 %                     |
| карачаевцы | 42                | 6,4 %                      |
| ногайцы    | 18                | 2,7 %                      |
| другие     | 4                 | 0,6 %                      |
| всего      | 655               | 100 %                      |

По данным Всероссийской переписи населения 2021 года:
| Народ               | Численность, чел. | Доля от всего населения, % |
| ------------------- | ----------------- | -------------------------- |
| черкесы             | 487               | 70,89 %                    |
| абазины             | 64                | 9,31 %                     |
| русские             | 54                | 7,86 %                     |
| карачаевцы          | 28                | 4,08 %                     |
| ногайцы             | 23                | 3,35 %                     |
| аварцы              | 7                 | 1,02 %                     |
| другие / не указано | 24                | 3,49 %                     |
| всего               | 687               | 100,0 %                    |

## Образование
- Средняя общеобразовательная школа № 1 — ул. Школьная, 4.
- Начальная школа Детский сад «Нарт» — ул. Хабекова, 32.

## Здравоохранение
- Участковая больница — ул. Хабекова, 34.

## Культура
- Дом культуры

Общественно-политические организации:
- Адыгэ Хасэ
- Совет ветеранов труда и войны

## Экономика
Основу экономики составляет сельское хозяйства. Посёлок является центральной усадьбой одного из крупнейших совхозов республики — совхоз «Черкесский».

## Улицы
| Вишнёвая        |
| Восточная часть |
| Газенко         |
| Дальняя         |
| Зелёная         |

| Мира      |
| Нагорная  |
| Новая     |
| Подгорная |
| Полевая   |

| Садовая     |
| Хабекова    |
| Хапсирокова |
| Школьная    |

## Участки
| СКП Бавуко  |
| СТД Алазань |

| СТД Резинотехник |

| СТД Ягодка |